# Tablice toledańskie
Tablice toledańskie (lub Tablice z Toledo) – astronomiczne tablice używane dawniej do prognozowania ruchu Słońca, Księżyca i planet względem gwiazd stałych. Zostały ukończone około roku 1080 przez grupę arabskich astronomów w Toledo w Hiszpanii. Wykorzystywały istniejące wcześniej arabskie tablice astronomiczne, które powstały w innej lokalizacji, a następnie wprowadzono do nich poprawki, aby dane były zgodne z lokalizacją Toledo. We współczesnej astronomii tabele ruchu ciał niebieskich nazywane są efemerydami.
Tablice z Toledo były częściowo oparte na pracy al-Zarquali (znanego na Zachodzie jako Arzachel), arabskiego matematyka, astronoma, astrologa i wytwórcy przyrządów astronomicznych, który żył w Toledo. Tablice były tworzone przez zespół uczonych, którego skład jest w większości nieznany, z wyjątkiem Arzachela. Toledo przeszło pod chrześcijańskie hiszpańskie panowanie w połowie lat 80. XI wieku, krótko po tym jak ukończono pracę nad tablicami. Sto lat później w Toledo, tłumacz Gerard z Cremony (1114–1187), który zajmował się tłumaczeniem z języka arabskiego, przetłumaczył tablice toledańskie na łacinę. W tym czasie był to najdokładniejszy katalog astronomiczny w Europie. W połowie XIII wieku Campanus z Novary na podstawie tablic toledańskich al-Zarqualiego zbudował tabele dla południka, który przechodził przez Novarę.
Tablice z Toledo zostały uzupełnione około 1270 roku przez tablice alfonsyńskie, które zostały opracowane w języku hiszpańskim i łacinie na podstawie oryginalnych tablic, które powstały dwa wieki wcześniej. Kolejne wydania tablic toledańskich, uzupełniane o drobne poprawki, były szeroko używane w późnym średniowieczu przez łacińskich astronomów. Choć autorzy tabel sugerowali, że nieruchoma Ziemia znajduje się w centrum Wszechświata, dane z nich były używane przez Mikołaja Kopernika podczas opracowywania jego modelu heliocentrycznego.